# Spominski znak Rožnik
Spominski znak Rožnik je spominski znak Slovenske vojske, ki je namenjen pripadnikom takratne TO RS, ki so sodelovali pri zavzetju radijsko-prisluškovalnega centra Rožnik.

## Seznam nosilcev
(datum podelitve - št. znaka - ime)
- neznano - 1 - Vlado Kraševec
- neznano - 2 - Miroslav Debelak
- neznano - 3 - Brane Praznik
- neznano - 4 - Robert Tunja
- neznano - 5 - Primož Peterca
- neznano - 6 - Robert Šuster
- neznano - 7 - Rajko Janša
- neznano - 8 - Jani Jazbec
- neznano - 9 - Janez Lazar
- neznano - 10 - Marko Grebenc
- neznano - 11 - Zdravko Češnovar
- neznano - 12 - Robert Pustovrh
- neznano - 13 - Boštjan Balantič
- neznano - 14 - Pavle Trontelj
- neznano - 15 - Andrej Piškur
- neznano - 16 - Dominik Rojc
- neznano - 17 - Andrej Goršič
- neznano - 18 - Bojan Volf